# Enaria barbieri
Enaria barbieri är en skalbaggsart som beskrevs av Dewailly 1950. Enaria barbieri ingår i släktet Enaria och familjen Melolonthidae. Inga underarter finns listade i Catalogue of Life.